# Programme de Hilbert
Ne doit pas être confondu avec Problèmes de Hilbert.
Le programme de Hilbert est un programme créé par David Hilbert dans le but d'assurer les fondements des mathématiques.

## Description
Les conceptions scientifiques de David Hilbert ont une grande influence sur les mathématiciens de son époque. Hilbert s'oppose fermement au pessimisme scientifique prôné en particulier par le physiologiste Emil du Bois-Reymond, pour qui il est des questions en sciences qui resteront toujours sans réponse, une doctrine connue sous le nom d'« Ignorabimus » (du latin ignoramus et ignorabimus : « Nous ne savons pas et nous ne saurons jamais »). Hilbert, pour qui « il n'y a pas d'Ignorabimus en sciences naturelles », propose, au contraire, dans une allocution de 1930, de s’appuyer sur un slogan resté célèbre : « Nous devons savoir, nous saurons » (Wir müssen wissen. Wir werden wissen),.
La découverte de paradoxes dans les théories proposées par Cantor et Frege sur les fondements des mathématiques ébranle la confiance en ceux-ci. Certes, on a de nouvelles théories des ensembles qui sont exemptes des paradoxes connus, mais comment s'assurer qu'on n'en trouverait pas de nouveaux ? Hilbert s'oppose également violemment à l'intuitionnisme du mathématicien néerlandais Brouwer, que promeut ce dernier pour résoudre la crise des fondements, et qui est une remise en cause radicale de ceux-ci. 
Brouwer juge que le tiers exclu, un principe logique qui affirme qu'une proposition est soit vraie soit fausse, s'il repose sur une intuition solide quand on manipule le fini, ne peut être un principe du raisonnement, dès que l'on manipule l'infini. Une preuve d'existence doit être effective. Il ne suffit pas, pour montrer telle proposition, de montrer que sa négation entraînerait une contradiction. Cette position, cohérente sur le plan des idées, et qui séduit des mathématiciens de valeur — outre Brouwer lui-même, Hermann Weyl pendant un temps — a pour principal défaut, de remettre en cause des pans entiers des mathématiques.
Pour régler la question des fondements, Hilbert conçoit un programme dont il établit les prémisses en 1900 dans l'introduction à sa célèbre liste de problèmes, le second problème étant celui de la cohérence de l'arithmétique. Il développe  ensuite ce programme dans les années 1920, avec ses collaborateurs, parmi lesquels Paul Bernays et Wilhelm Ackermann. L'idée est grossièrement la suivante :
Tant que l'on manipule le fini, les mathématiques sont sûres. L'arithmétique élémentaire (en un sens qui doit se préciser) est sûre. Pour justifier l'utilisation d'objets abstraits ou idéaux, en particulier infinis, il suffit de montrer que la théorie qui les utilise est cohérente, mais bien sûr cette cohérence doit elle-même être démontrée par des moyens finitaires. On peut alors affirmer l'existence de ces objets. Cette approche est ce que l'on a appelé le « formalisme ».
Le théorème de complétude, démontré par Kurt Gödel dans sa thèse en 1929, indique sommairement que l'on ne pourra trouver de nouveaux principes de raisonnement purement logiques autres que ceux déjà connus. Cela semble aller dans le sens de Hilbert. D'autres résultats qu'Hilbert obtient avec Wilhelm Ackermann dans les mêmes années semblent aller également dans ce sens. 
Mais, même si Hilbert n'a pas explicitement formalisé le système des mathématiques finitaires, on considère généralement qu'il s'agissait d'une théorie arithmétique, sans préciser plus avant, une théorie qui satisfaisait les conditions des deux théorèmes d'incomplétude que Gödel expose en 1930 et publie en 1931, théorèmes devenus célèbres depuis. Le second théorème d'incomplétude montre que l'on ne peut pas prouver dans cette théorie sa propre cohérence, et donc certainement pas celle de théories plus fortes qui assureraient la fondation des mathématiques. C'est donc l'échec du programme de Hilbert. Il est d'ailleurs probable que Gödel, motivé par le programme de Hilbert, avait tout d'abord voulu prouver la cohérence de l'arithmétique. 
Peu de mathématiciens comprirent tout d'abord ces théorèmes et leurs implications sur le programme de Hilbert. Il faut compter parmi eux John von Neumann, très impliqué alors dans les recherches sur les fondements des mathématiques, et Paul Bernays, proche collaborateur de Hilbert. Von Neumann avoua plus tard qu'il n'avait jamais imaginé à l'époque que cet échec fût possible. Il en tira une grande admiration pour Gödel... et abandonna à peu près toute recherche sur les fondements des mathématiques.
La position du programme de Hilbert sur l’« ignorabimus » est encore contestée. D'après Richard Courant, l'optimisme « contagieux » de Hilbert sur la possibilité de résoudre tout problème mathématique était l'une de ses grandes forces. À ce propos, le théorème de Gödel dit simplement qu'il y a des énoncés que l'on ne saura ni démontrer ni réfuter dans une théorie donnée, pas en mathématiques en général. La réponse ne peut simplement pas être aussi simple, et probablement pas aussi définitive, que celle qu'aurait fournie le succès du programme de Hilbert.
L'intuitionnisme, que le théorème de Gödel ne remet pas en cause, n'a pas pour autant gagné la partie. Il est resté très marginal. Très idéologique, il remet trop radicalement en cause les mathématiques, raison qu'invoque d'ailleurs Hermann Weyl pour finalement l'abandonner. On doit son renouveau depuis les années 1970 au développement de l'informatique (voir isomorphisme de Curry-Howard), et à une vision devenue souvent moins critique des mathématiques classiques, qu'il pourrait servir à mieux comprendre.

## Les démonstrations de cohérence
Il y a eu des tentatives de remédier à l'échec du programme de Hilbert en précisant et en étendant la notion de méthode finitaire, même si, d'après le second théorème de Gödel, on ne peut espérer définir une fois pour toutes une théorie mathématique raisonnable pour de telles méthodes finitaires. Ainsi, Gentzen a démontré en 1936 la cohérence (en) de l'arithmétique de Peano en utilisant un principe de récurrence transfinie (jusqu'à l'ordinal dénombrable ε₀), donc plus fort que le principe de récurrence de l'arithmétique de Peano, mais utilisée de façon plus immédiate. Cette preuve développe des outils qui se sont révélés fondamentaux en théorie de la démonstration. Elle reste bien sûr une preuve de cohérence relative. On l'interprète plus volontiers comme une façon de mesurer la « force » de l'arithmétique de Peano (par un ordinal).